# Timoria 1985-1995
Timoria 1985 - 1995 è una VHS della rock band italiana Timoria, pubblicata dalla PolyGram nel 1996. È stata ripubblicata in DVD nel 2007.
Documenta quasi integralmente il concerto tenuto dal gruppo al Rolling Stone di Milano il 18 dicembre 1995, durante il tour promozionale dell'album 2020 SpeedBall. Allegati sono presenti anche parti di videoclip, backstage e riprese amatoriali. Sono inoltre presenti, tra i contenuti bonus della versione DVD, cinque canzoni live tratte dai tour di Storie per vivere (1992) e Viaggio senza vento (1994).
La regia è di Paolo Alberti, già regista di alcuni videoclip dei Timoria.

## Tracce
1. SpeedBall
2. La città di Eva
3. Brain Machine
4. Europa 3
5. Fino in fondo
6. Piove
7. Senza far rumore
8. Weekend
9. Senza vento
10. Via Padana Superiore*
11. La nave
12. Milano (non è l'America)
13. Atti osceni
14. Mi manca l'aria
15. Boccadoro
16. Sangue impazzito
17. Lasciami in down
18. 2020

- Via Padana Superiore erroneamente non viene indicata nei crediti della VHS/DVD, ma è effettivamente presente.

### Contenuti Bonus DVD
Viaggio senza vento Tour - 1994
1. Senza vento
2. Sangue impazzito

Storie per vivere Tour - 1992
1. Sacrificio
2. Atti osceni
3. Baby Killer

## Formazione
- Francesco Renga – voce principale, tamburello
- Omar Pedrini – chitarre, seconda voce, cori, voce in Via Padana Superiore
- Carlo Alberto "Illorca" Pellegrini – basso, cori, rapping in Lasciami in down
- Enrico Ghedi – tastiere, armonica a bocca in Via Padana Superiore, voce in Mi manca l'aria
- Diego Galeri – batteria